# Steinsoultz
Steinsoultz (deutsch Steinsulz) ist eine französische Gemeinde mit 749 Einwohnern (Stand 1. Januar 2022) im Département Haut-Rhin in der Region Grand Est (bis 2015 Elsass). Sie gehört zum Kanton Altkirch und zum Kommunalverband Sundgau.

## Geografie
Steinsoultz liegt im Sundgau, etwa 20 Kilometer westlich von Basel, 15 Kilometer westlich von Allschwil und etwa 7,5 Kilometer südöstlich von Hirsingue zwischen den Nachbargemeinden Roppentzwiller im Süden, Waldighofen im Westen und Muespach im Osten an einem Hang über dem Tal des Gersbachs. Die Lieux-dits (Ort, der Namen trägt …) Fosse Richmans, Geissenstuemmler, Kahlhuette, In der Wanne, Schlangenmatten und Sonnenglanz gehören zur Gemeinde. Zehn Prozent der Gemeindefläche besteht aus Wald.
Die Gemeinde besaß einen Haltepunkt an der Bahnstrecke Waldighofen–Saint-Louis von 1915 an. Der Personenverkehr wurde 1955 eingestellt und die Strecke 1960 stillgelegt.
Der Ort liegt im lössbedeckten Sundgauer Tertiärhügelland, im Bereich der pliozän-altpleistozänen Sundgauschotter. Das Tal weist die für den Sundgau typische Asymmetrie auf. Der stärker wetterexponierte, damit stärker erodierte Nordhang ist steiler als der weniger angegriffene, unter dem Lössmantel sanfter geböschte Südhang.

## Geschichte
Im Jahr 1883 wurde in Steinsulz eine Steinaxt aus der Jungsteinzeit gefunden.
Die Ortschaft wurde als Steinsulze 1302 erstmals urkundlich erwähnt. Sultz ist wie das Wort „Sülze“ abgeleitet vom althochdeutschen Wort sulza, „Salzwasser“. Steinsoultz bedeutet demnach „mineralische Quelle aus einem Felsen“. Gemeint war damit wohl die schwefelhaltige Quelle am Fuße des Weinbergs.
Die Ortschaft gehörte bis 1324 zur Grafschaft Pfirt, danach bis 1648 den Habsburgern. Im Westfälischen Frieden von 1648 wurde Steinsoultz Frankreich zugesprochen.
1793 erhielt Steinsultz im Zuge der Französischen Revolution (1789–1799) den Status einer Gemeinde und 1801 das Recht auf kommunale Selbstverwaltung. Von 1871 bis 1919 gehörte Steinsulz zum Reichsland-Elsass-Lothringen.
|  |  |

## Bevölkerungsentwicklung
| Jahr      | 1962 | 1968 | 1975 | 1982 | 1990 | 1999 | 2007 | 2017 |
| --------- | ---- | ---- | ---- | ---- | ---- | ---- | ---- | ---- |
| Einwohner | 481  | 489  | 490  | 523  | 606  | 625  | 743  | 769  |

## Politik
Steinsoultz unterhält eine Gemeindepartnerschaft mit Metzerlen-Mariastein in der Schweiz.
Das Wappen der Gemeinde ist rot, mit einem goldenen Fels und blauer Spitze, auf der zwei silberne Wellenbänder dargestellt sind. Das Wappen wurde 1977 entworfen und stellt den Ortsnamen dar.

## Bauwerke
Mit dem Bau der Pfarrkirche Sankt Nikolaus wurde 1789 begonnen, fertiggestellt wurde sie erst 1820. Die barocke Innenausstattung (Haupt- und linker Seitenaltar, Kanzel) stammt aus der Abtei Luppach und dem schweizerischen Metzerlen. Der mittelalterlicheTurm wurde 1863 ersetzt.
Einige gut erhaltene Fachwerkbauten. Das Haus Nr. 45 an der Rue de Jettingen, wohl um 1700 in Rähmbauweise erbaut, besitzt einen bemerkenswerten Bauschmuck (u. a. einen verzierten Eckständer, die originelle Rahmung eines Fensters im Obergeschoss). Das Dach und der Kniestock gehen auf eine Bauveränderung im 20. Jahrhundert zurück. Das Haus stammt ursprünglich aus Roppentzwiller.  - Das Haus Nr. 22 an der Rue de Jettingen von 1812 mit Inschrift an der Giebelseite und Balusterpfosten in den Fensterbrüstungen. -  An der Rue de la Forêt Nr. 22. steht ein noch in der altertümlichen Ständerbauweise errichtetes Haus vermutlich aus dem 17. Jahrhundert.
Die Mairie-École ist ein nüchterner Sichtbacksteinbau von 1903.